# دلفین بینی‌بطری رودخانه‌ای
دلفین بینی‌بطری رودخانه‌ای یا توکوشی (Sotalia fluviatilis) نام گونه‌ای دلفین است که در آب‌های اطراف رودخانه آمازون و شمال آمریکای جنوبی زندگی می‌کند.
نام انگلیسی آن از واژهٔ tuchuchi-ana زبان مردمان توپی ساکن برزیل گرفته شده است و به عنوان نام پذیرفته شدهٔ این گونه به کار می‌رود. برخلاف اینکه این جانور در مناطق جغرافیایی زندگی می‌کند که دلفین‌های رودخانه‌ای "راستین"، مانند دلفین بوتو، می‌زیند، ارتباط ژنتیکی نزدیکی با آن‌ها ندارد. از لحاظ جثه‌ای همانندی بسیاری به دلفین پوزه‌بطری دارد، با این حال تفاوت ژنتیکی بسیاری با این دلفین دارد و دارای سرده‌ای متمایز است. جانورانی که پیشتر به نام دلفین بطری‌بینی رودی خوانده می‌شدند و در مناطق کرانه‌ای و خلیج دهانه‌ای دیده می‌شدند به تازگی گونه‌ای متفاوت تشخیص داده شدند و با نام دلفین گویان، یا همچنین دلفین صورتی، شناخته می‌شوند.

## یادداشت
1. ↑  Odontoceti
2. ↑  Delphinidae
3. ↑  Sotalia
4. ↑  Inia geoffrensis
5. ↑  Sotalia guianensis